# Kazinczy Gábor (politikus)
Kazinczi és alsóregmeczi Kazinczy Gábor (Berettő, 1818. július 18. – Bánfalva, 1864. április 18.) magyar országgyűlési képviselő, publicista, műfordító, az MTA levelező tagja, a Kisfaludy Társaság rendes tagja.

## Életpályája
Kazinczy Istvánnak (Kazinczy Ferenc unokatestvérének) és Boronkay Rozáliának fia. Hétéves korában Sárospatakra ment, és ott maradt 1828 júliusáig mint osztályelső. Szeretett olvasni, és soha nem vett részt tanulótársainak játékában; tanítói bámulták emlékezőtehetségét, midőn lapokat mondott el Heltai Gáspár krónikájából, mert akkor már a történelem volt kedvelt tanulmánya. 
A túlfeszített tanulás megrontotta egészségét, és atyjának 1827. december 17-én történt halála után az orvosok tanácsára levegőt kellett változtatnia. 1828-ban Késmárkra vitték felsőbb iskolába, ahol mindent latinul tanítottak. Rendszeres tanulás helyett a német irodalom foglalta el minden idejét. Hanyatló egészsége ismét légváltoztatást kívánt; azért 1829-ben Eperjesre ment, hol 1832 közepéig maradt. Pulszky Ferenc is ott tanult akkor, kinek példáját követte: íróvá lett ő is. 
Édesanyja elvitte Kazinczy Ferenchez, aki a lelkes ifjút szívesen fogadta, megajándékozta könyvekkel és buzdította, hogy tanuljon írni s adja magát fordításokra. Így képezte magát stilisztává s fordítóvá. Midőn 1832-ben a Magyar Tudományos Akadémia fordításra kitűzött több munkát: a 14 éves fiú komolyan ajánlkozott Fessler és Engel magyar fordítására. 1831-ben a kolerajárvány s a pórlázadás könyvei közt találta; anyja ablakai alatt hurcoltak el számos ismerőst, kiket a paraszt lázadók bántalmaztak, de házukat nem bántották, mert az egész falu védelmezte. Az 1832. évi hosszas betegeskedése, bár halálos krízissel járt, teljesen elmúlt. Ismét Sárospatakra vitték és ott egyik titkára lett a Nyiry tanár vezetése alatt levő irodalmi egyesületnek.
1835-ben bevégezvén az iskolákat Patakon, sietett az országgyűlésre Pozsonyba s ott Lovassy László és társainak szellemétől áthatva, az ifjúság soraiban a leglelkesebbek egyike lett, sőt Wesselényi Miklósnál szívesen látott barát volt. 1836-tól 1838-ig (midőn november 14-én nőül vette Fáy Emmát) Pesten időzött, tanult, írt és megismerkedett Szemere Pállal és Fáy Andrással, Vörösmarty Mihálynak és Toldy Ferencnek benső barátja s az Athenaeum dolgozótársa lett. 1839-ben Népbarát c. gyűjteményt akart kiadni, de azzal vádoltatván, hogy e munka a «jeune Hongrie» orgánuma akar lenni, mind ezt, mind pedig az Őr, Ellenőr és Holmi címek alatt cenzúra alá adott dolgozatai kancelláriai parancs következtében felkívántattak, s többnyire oda is vesztek. Így vállalatai nem sikerülvén, hazament szülőmegyéjébe s belevegyült annak politikai életébe; ott csakhamar vezérszerepet játszott mint szónok és reformátor. 

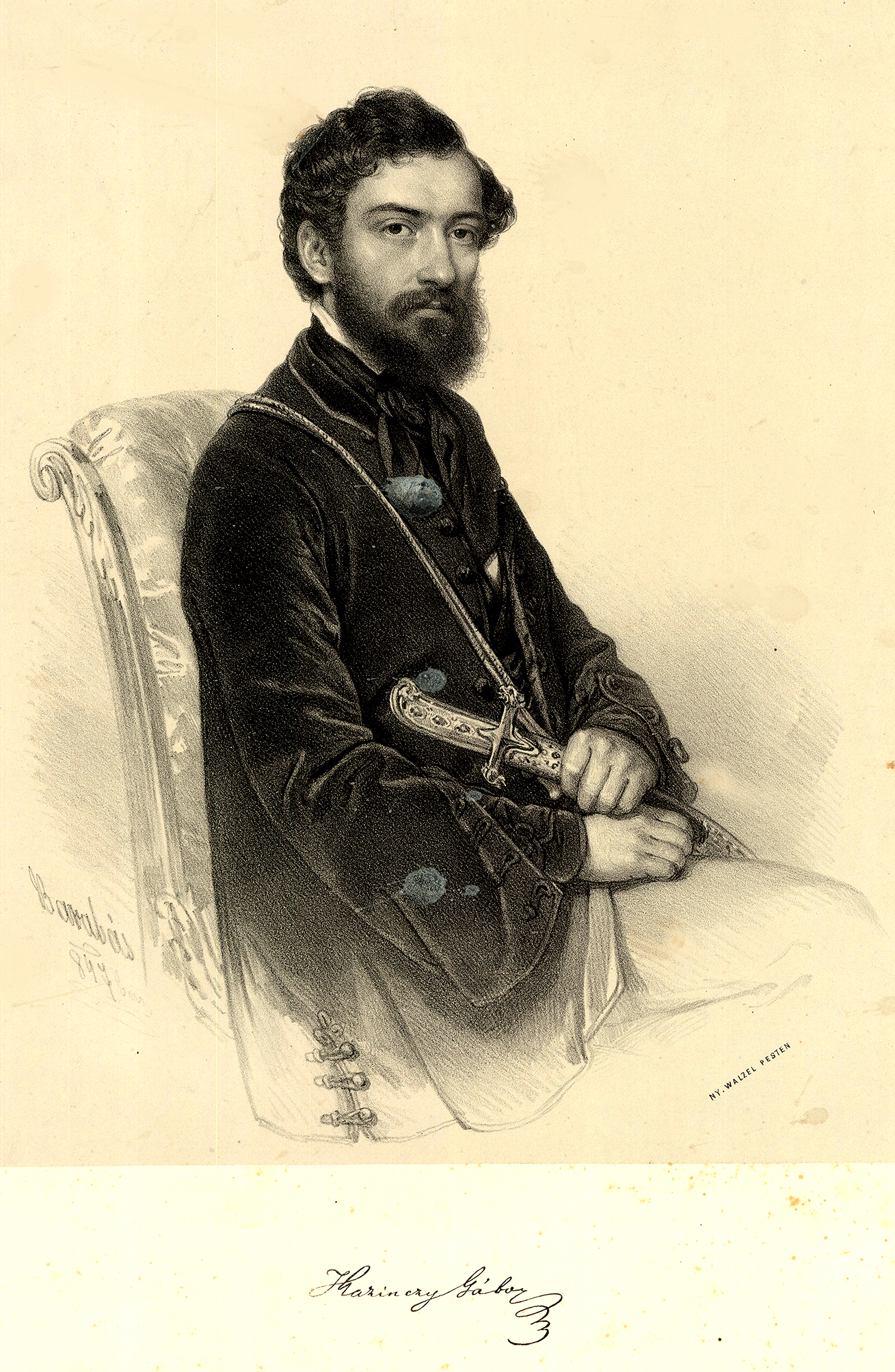
Barabás Miklós műve (1847)

1848-ban képviselővé választották; követte az országgyűlést Debrecenbe. Itt a mérsékeltebb elemekkel szövetkezve, a békepárthoz tartozott; a vakmerő, kockáztató rendszabályokat következetesen ellenezte; a Madarász László akkori rendőrfőnök forradalmi elveit élesen támadta s a hírhedt Zichy-féle gyémántok ügyében ő volt a vád kezdeményezője; az április 14-iki függetlenségi nyilatkozatot határozottan kárhoztatta, az akkori napok szellemével ellenkező felszólalásaival a tömeget maga ellen ingerelte s egykori népszerűségét feláldozta meggyőződéseinek.
A világosi fegyverletétel után őt is perbe fogták, haditörvényszék elé állították és elítélték; a rabságot azonban elkerülte, és több követtársával együtt ő is amnesztiát nyert. Ettől fogva mély melankólia fogta el az ideges ember lelkét. Egy ideig Pesten tartózkodott, ide internált barátai körében; azután Bánfalvára (Borsod megye) költözött; az itteni ódon kastély, kert és erdők magánya lett elborult kedélyének gyógyszere, menedéke, hol aztán lassanként visszatért a tudomány és irodalom nemes élvezetéhez,  azokban talált enyhülést. A fővárost ritkán látogatta, az irodalmi összeköttetést leginkább csak Toldy Ferenccel s Szemere Pállal, rokonával tartotta fel. Kazinczy örömmel és lelkesülten üdvözölte az Újabb Nemzeti Könyvtárt, melynek kiadására Toldyval, Ürményi József, Kemény Zsigmond báró s többen egyesültek a régi szabadelvűek és konzervatívok hazafias táborából; ő volt e vállalat egyik legbuzgóbb munkatársa és Toldyval együtt szerkesztője.
1858. december 15-én a Magyar Tudományos Akadémia levelező, 1860. július 15-én pedig a Kisfaludy Társaság rendes tagjává választotta. A politikai pálya küzdőterén még egyszer megjelent az 1861. évi pesti országgyűlésen, hol egyikét tartotta a legszebb beszédeknek, melyben államférfiúi tájékozottsággal fejtegette a magyar állam fennállhatása valódi alapját és hazája közjogát a leghatályosabb fegyverekkel védve, az osztrák beamternek felejthetetlenül hű képét rajzolta. Aztán az országgyűlés feloszlatása újra elcsüggesztés reményeiben, és bánfalvi magányába rejtőzött, hol 1864. április 18-án meghalt.
A Kisfaludy-társaságnak 1865-iki nagygyűlésén Lévay József tartott fölötte emlékbeszédet. Kazinczy a régi táblabíró világ önzetlen korában fejlődött és az önzetlen magyar tudós egyik tipikus alakja volt, ki díjat csak ritkán fogadott el és azt is bőkezűen fizette vissza az irodalomnak, mert egyéb jövedelmeivel együtt a Kazinczy Ferencre vonatkozó gyűjtemény gyarapítására, melynek alapját az édesanyja által Kazinczy Ferenc hagyatékából megszerzett kéziratok és levelezések tették a magyar írók drága kéziratainak megszerzésére fordította.

## Fontosabb művei
- Malvina. Regények könyve. I. kötet. Ezer-egy óranegyed. Tatár novellák. Pest, 1838
- Műcsarnok. 1. füzet. Gazdag és szegény. Dráma Souvestre Emiltől. 1840
- A fricska, bohózat Raupach után. Buda, 1842
- Szív és ész, vígjáték Steigentesch báró után. 1842
- A meghittek, vígjáték 1843
- Emlékbeszéd Kemény Dénes fölött, Debrecen, 1849
- Finn népmesék. Fordítás. Pest, 1856
- Mátyás király kortársai tanusága szerint. 1862
- Gr. Illésházy István nádor följegyzései 1592-1603 és hidvégi Mikó Ferencz históriája 1594-1613 : Biró Sámuel folytatásával. Pest, 1863
- Altorjai b. Apor Péter munkái. szerk. Pest, 1863
- Emlékbeszéd Szemere Pál felett, posztumusz kiadás, 1885
- Egressy Gábor Levelei Kazinczy Gáborhoz; közread. Kenyeres Ágnes; Színháztudományi Intézet–Országos Színháztörténeti Múzeum. Bp., 1960 (Színháztörténeti füzetek)